# Apistobranchus fragmentata
Apistobranchus fragmentata is een borstelworm uit de familie van de Apistobranchidae. De wetenschappelijke naam van de soort werd voor het eerst geldig gepubliceerd in 1951 door Wesenberg-Lund.